# Dysschema woodii
Dysschema woodii là một loài bướm đêm thuộc phân họ Arctiinae, họ Erebidae.